# ビスマベンゼン
ビスマベンゼン(Bismabenzene, C5H5Bi)は、有機ビスマス化合物の1つで、ベンゼンの1つの炭素原子がビスマスに置き換わったものである。ビスマベンゼン自体は合成されているが、反応性が高すぎるため、単離はされていない。
|  |

不安定な4-アルキル置換誘導体が1982年に報告されている。安定な誘導体は中央大学の研究チームにより、2016年に報告されている。この誘導体は、オルト位に2つのトリ(イソプロピル)シリル置換基を持ち、アルミナシクロヘキサジエン、塩化ビスマス(III)、ジアザビシクロウンデセンから合成された。